# Fokker F.IX
Die Fokker F.IX war ein dreimotoriges Verkehrsflugzeug des niederländischen Herstellers N.V. Nederlandsche Vliegtuigenfabriek von 1929. Es bot 20 Passagieren Platz. Aufgrund der Weltwirtschaftskrise konnten nur zwei Flugzeuge verkauft werden. Eine Variante war der in der Tschechoslowakei gebaute Bomber Avia F.39.

## Geschichte
Im Jahr 1925 zeigte die niederländische Fluggesellschaft KLM Interesse an einem Flugzeug für zwanzig Personen, mit dem ein Liniendienst nach Niederländisch-Indien eingerichtet werden konnte. Mit der F.IX, eine Weiterentwicklung der ebenfalls dreimotorigen F.VII, konnte Fokker die Anforderungen erstmals erfüllen. Der Erstflug des Prototyps fand am 23. August 1929 statt. Im Jahr 1930 nahm die F.IX an der Pariser Luftfahrtschau teil. Durch die mittlerweile ausgebrochene Weltwirtschaftskrise war der Verkauf eines Flugzeugs dieser Größenordnung kaum noch möglich.
Nachdem KLM zunächst die Beschaffung von zehn Flugzeugen vorgesehen hatte, entschied sich das Unternehmen 1930 für die kleinere F.XII. Nur zwei F.IX wurden an KLM ausgeliefert. Die Flugzeuge kamen im November 1930 bzw. Februar 1931 probeweise auf der Ostindienroute zum Einsatz. Das erste Flugzeug ging 1931 durch einen Unfall verloren. Das zweite wurde bis 1936 auf der Strecke von Amsterdam nach London eingesetzt.
Im Jahr 1936 kam die verbliebene F.IX in den Besitz der Air Tropique, einer Tarngesellschaft der Republikaner im Spanischen Bürgerkrieg. Nach ihrem Umbau diente sie als Bomber und wurde nach Kriegsende von der spanischen Luftwaffe weiter genutzt.

### Lizenzversionen

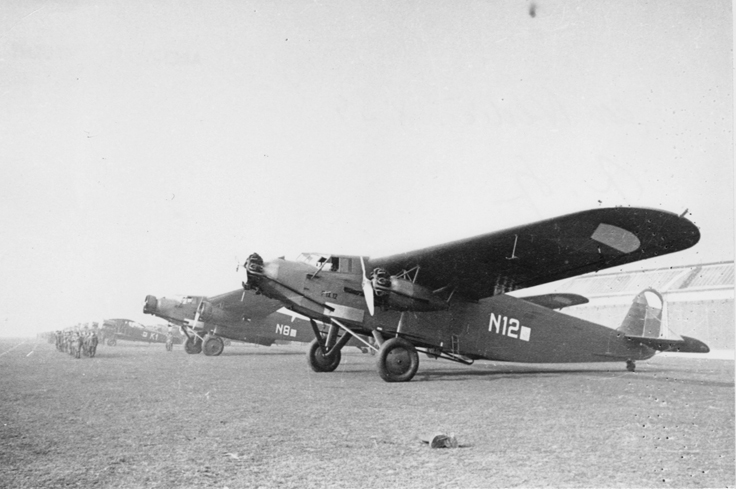
Avia F.IX

Auf der Grundlage der F.IX entwickelte Avia den Bomber Avia F.39, der in der Tschechoslowakei und in Jugoslawien zum Einsatz kam. Zwei Flugzeuge traten als Fokker-Avia F.IX D in den Dienst der Fluggesellschaft ČSA. Eines davon kam 1939 in den Besitz der deutschen Luftwaffe und flog ebenfalls für Kroatien.

## Konstruktion
Die F.IX war in für Fokker typischer Gemischtbauweise konstruiert und als freitragender Hochdecker ausgelegt. Der Rumpf bestand aus einem geschweißten Stahlrohrrahmen mit Stoffbespannung, die Tragflächen wiesen eine mit Sperrholz verkleidete Holzkonstruktion auf. Das Fahrwerk war besonders robust ausgelegt. Es bestand aus zwei Fahrwerksbeinen und einem Hecksporn, der später durch ein Spornrad ersetzt wurde. Die Kabine bot Platz für 18 bis 20 Passagiere bei einer Zwei-plus-eins-Bestuhlung.
Der ursprüngliche Antrieb aus drei Gnôme-Rhône-Jupiter-Sternmotoren wurde später durch leistungsstärkere Pratt & Whitney Hornet ersetzt. Versuchsweise diente 1934 ein Wright Cyclone als Mittelmotor.

## Technische Daten
| Kenngröße            | Daten                                                                            |
| -------------------- | -------------------------------------------------------------------------------- |
| Besatzung            | 2–4                                                                              |
| Passagiere           | 18–20                                                                            |
| Länge                | 19,31 m                                                                          |
| Spannweite           | 27,16 m                                                                          |
| Leermasse            | 5450 kg                                                                          |
| Startmasse           | 9000 kg                                                                          |
| Reisegeschwindigkeit | 172 km/h                                                                         |
| Reichweite           | 1150 km                                                                          |
| Triebwerke           | drei Neunzylinder-Sternmotoren Gnôme-Rhône Jupiter 9A mit je 360 kW (ca. 490 PS) |